# Poulaines
Poulaines là một xã ở tỉnh Indre khu vực trung bộ Pháp. Xã này có diện tích 46,32 km², dân số thời điểm năm 1999 là 838 người. Khu vực này có độ cao trung bình 110 mét trên mực nước biển.